# Герольд Георг Вільгельм Йоганнес Швайккердт
Герольд Георг Вільгельм Йоганнес Швайккердт (нім. Herold Georg Wilhelm Johannes Schweickerdt, 29 лютого 1903—21 лютого 1977) — німецький ботанік.

## Біографія
Герольд Георг Вільгельм Йоганнес Швайккердт народився 29 лютого 1903 року у  землі Баден-Вюртемберг. 
У 1904 році він разом із батьками переїхав у Преторію, де згодом навчався у Трансваальському університетському коледжі. З 1922 по 1924 рік він навчався у Боннському університеті, згодом став професором у Преторії. З 1940 по 1964 рік Герольд Швайккердт займав посаду інспектора Старого ботанічного саду Геттінгенського університету.
Впродовж усього життя він колекціонував рослини у  Трансваалі, Південно-Західній Африці, Родезії та Мозамбіку . У Південній Африці він співпрацював із нідерландським ботаніком Корнелісом Бремекампом. Вид рослин Gasteria schweickerdtiana названо на його честь.
Гербарій університету Преторії (PRU) названо на честь Герольда Швайккердта.

## Окремі публікації
- Untersuchungen über Photodinese bei Vallisneria spiralis, 1928[5]